# Noel Milleskog
Noel Milleskog, né le 8 mai 2002 en Suède, est un footballeur suédois qui évolue au poste d'ailier gauche à l'IK Sirius.

## Biographie

### En club
Né en Suède, Noel Milleskog commence le football à l'Östra Almby FK, il est ensuite formé par l'Örebro SK et après un court passage au IK Sturehov, il fait son retour à l'Örebro SK en janvier 2017 pour y poursuivre sa formation. Après s'être fait remarquer lors de la saison 2020 avec l'équipe des moins de 19 ans du club, Milleskog signe son premier contrat professionnel le 22 décembre 2020, d'une durée de trois ans, soit jusqu'en décembre 2023 et est promu définitivement en équipe première à partir de janvier 2021.
Il joue son premier match en professionnel avec ce club, le 18 avril 2021, lors d'une rencontre d'Allsvenskan, l'élite du football suédois, face à l'Östersunds FK. Il entre en jeu à la place de Deniz Hümmet et son équipe est battue par cinq buts à zéro.
Le 14 juillet 2023 Noel Milleskog signe en faveur du Djurgårdens IF pour un contrat de trois ans et demi.
Le 13 août 2023, Milleskog inscrit son premier but pour le club, lors d'une rencontre de championnat face à l'IFK Göteborg. Titulaire, il ouvre le score de la tête sur un service de Rasmus Schüller mais son équipe est battue par deux buts à un ce jour-là.
Le 30 janvier 2024, Noel Milleskog signe en faveur de l'IK Sirius pour un contrat courant jusqu'en décembre 2028.

### En sélection
Noel Milleskog représente l'équipe de Suède des moins de 16 ans, jouant un total de trois matchs en 2018.